# Чауддаграм
Чауддаграм (бенг. চৌদ্দগ্রাম, англ. Chauddagram) — город на юго-востоке Бангладеш, административный центр одноимённого подокруга. Площадь города равна 5,06 км². По данным переписи 2001 года, в городе проживало 10 822 человека, из которых мужчины составляли 53,83 %, женщины — соответственно 46,17 %. Плотность населения равнялась 2138 чел. на 1 км². Уровень грамотности населения составлял 42,9 % (при среднем по Бангладеш показателе 43,1 %). 